# Bantammerbrug
De Bantammerbrug (brug 298) is een vaste brug in Amsterdam-Centrum.

## Geschiedenis
De verkeersbrug, zonder openbaar vervoer, vormt de verbinding tussen de Stormsteeg en de Binnen Bantammerstraat. Ze overspant daarbij de Geldersekade. De brug wordt omringd door gemeentelijke en rijksmonumenten; ze is zelf in 1995 benoemd tot gemeentelijk monument.
Er ligt hier al eeuwen een brug. Pieter Bast tekende op zijn stadplattegrond uit 1599 hier al een ophaalbrug. Schepen met masten moesten nog wel de Waag kunnen bereiken. Ook Balthasar Florisz. van Berckenrode tekende een ophaalbrug in 1625 in het verlengde van de Storm Steech over de Keulsche Kay. Gerrit de Broen volgde met een ophaalbrug in 1737 en noteerde ook haar naam al Bantammer Brug tussen Stormsteeg en Bantemerstraat. Toen Reinier Vinkeles hier rond 1764 een tekening maakt is er ook nog een ophaalbrug te zien, vlak daarvoor had jan de Beijer haar ook al op een achtergrond van een tekening vastgelegd. Die brug kwam ter tafel in een discussie in 1862; de brug moest vervangen worden. De vraag was is er nog voldoende scheepvaart om een relatief dure basculebrug te plaatsen (lees brug met bediening) of kon volstaan worden met een relatief goedkoper vaste brug (lees brug zonder bediening). Het werd een vaste brug, in 1890/1891 moest de gemeente Amsterdam het wegverkeer voor enige tijd blokkeren in verband met grof herstelwerkzaamheden (voor voetgangers was er een noodbrug), de brug werd tevens verlaagd. In 1919 en 1921 besteedde de gemeente Amsterdam een geheel nieuwe brug aan. Het ontwerp van die brug was afkomstig van Jo van der Mey van de Dienst der Publieke Werken. Het ontwerp dateert vermoedelijk uit 1914, een aannemer in 1921 tekende in voor 64.866 gulden. De brug laat kenmerken zien van de Amsterdamse School. Bij de brug hoorden in eerste instantie ook een trafohuisje en urinoir. Toen de brug werd gebouwd was Piet Kramer eveneens werkzaam binnen de Publieke Werken. Hij zou verantwoordelijk zijn voor de lantarens (op de landhoofden gemonteerd) en het siersmeedwerk. Zijn hand is echter ook zichtbaar in de combinatie baksteen en natuursteen, met name de natuurstenen pilaren en kolommen.
De brug is via de Binnen Bantammerstraat indirect vernoemd naar de stad en provincie Bantam, handelsgebied van de Vereenigde Oostindische Compagnie. De brug heeft sinds oktober 1995 de status van gemeentelijk monument.

## Afbeeldingen

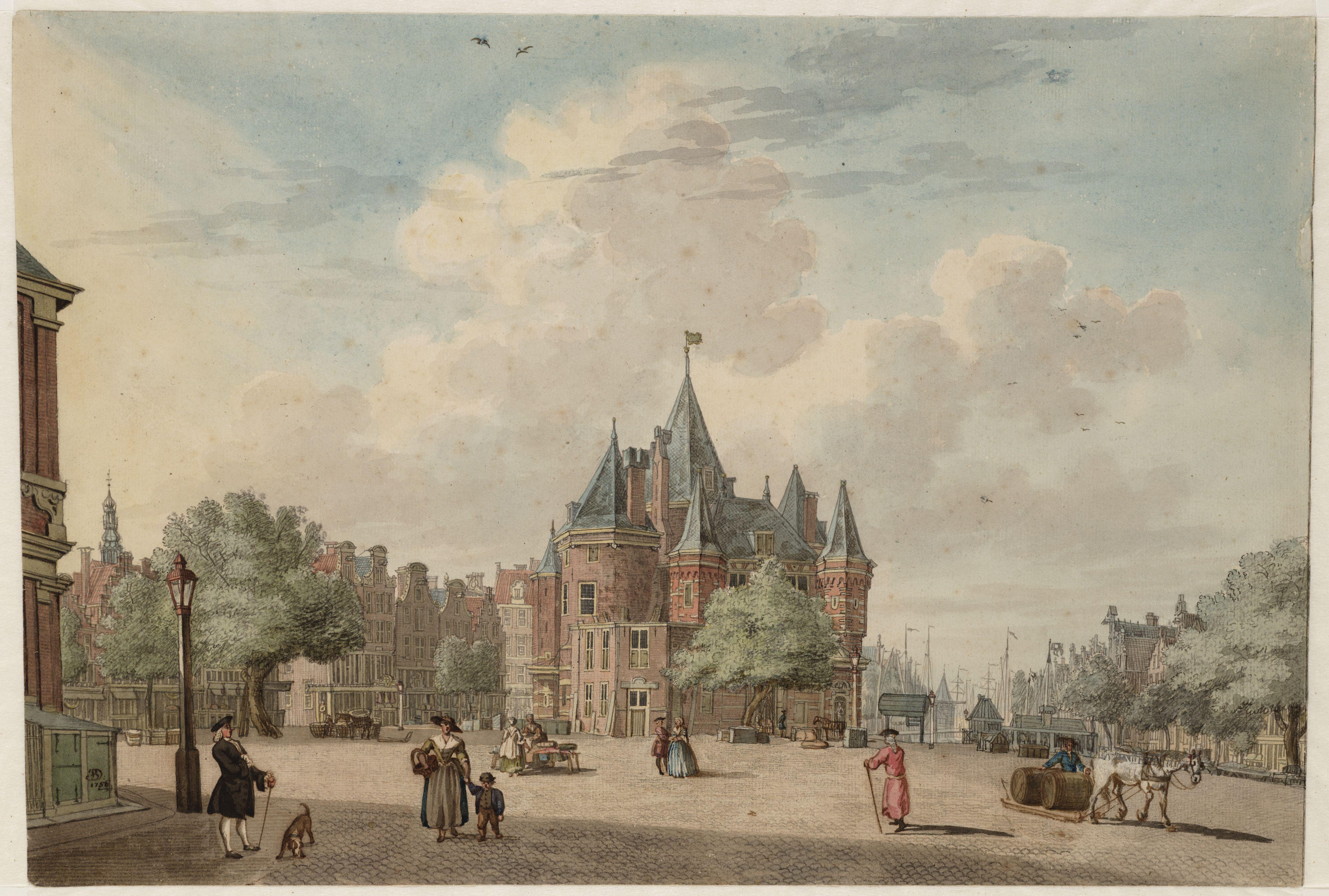
Jan de Beijer, circa 1756
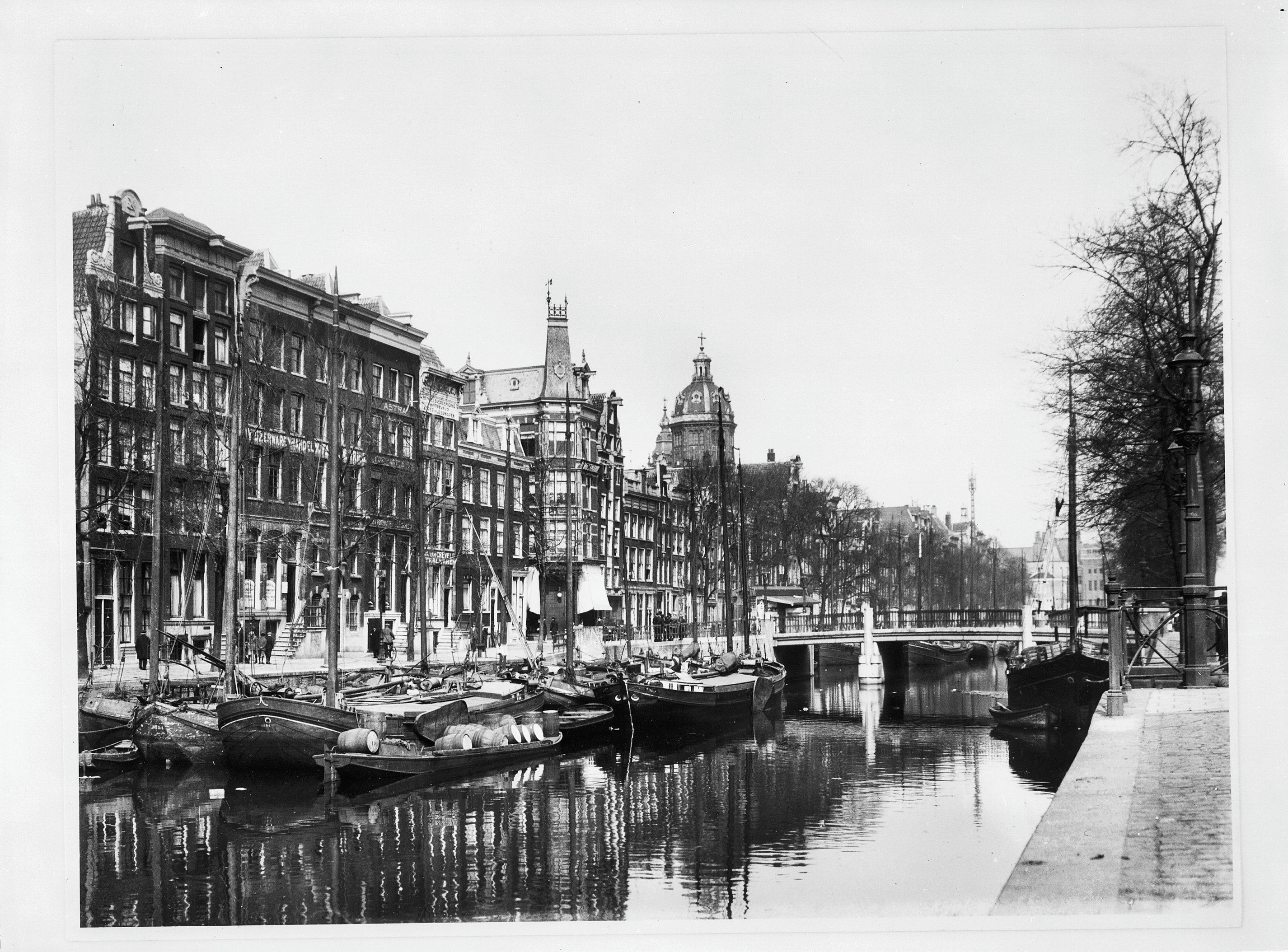
De brug rond 1930 met links van de brug het trafohuisje
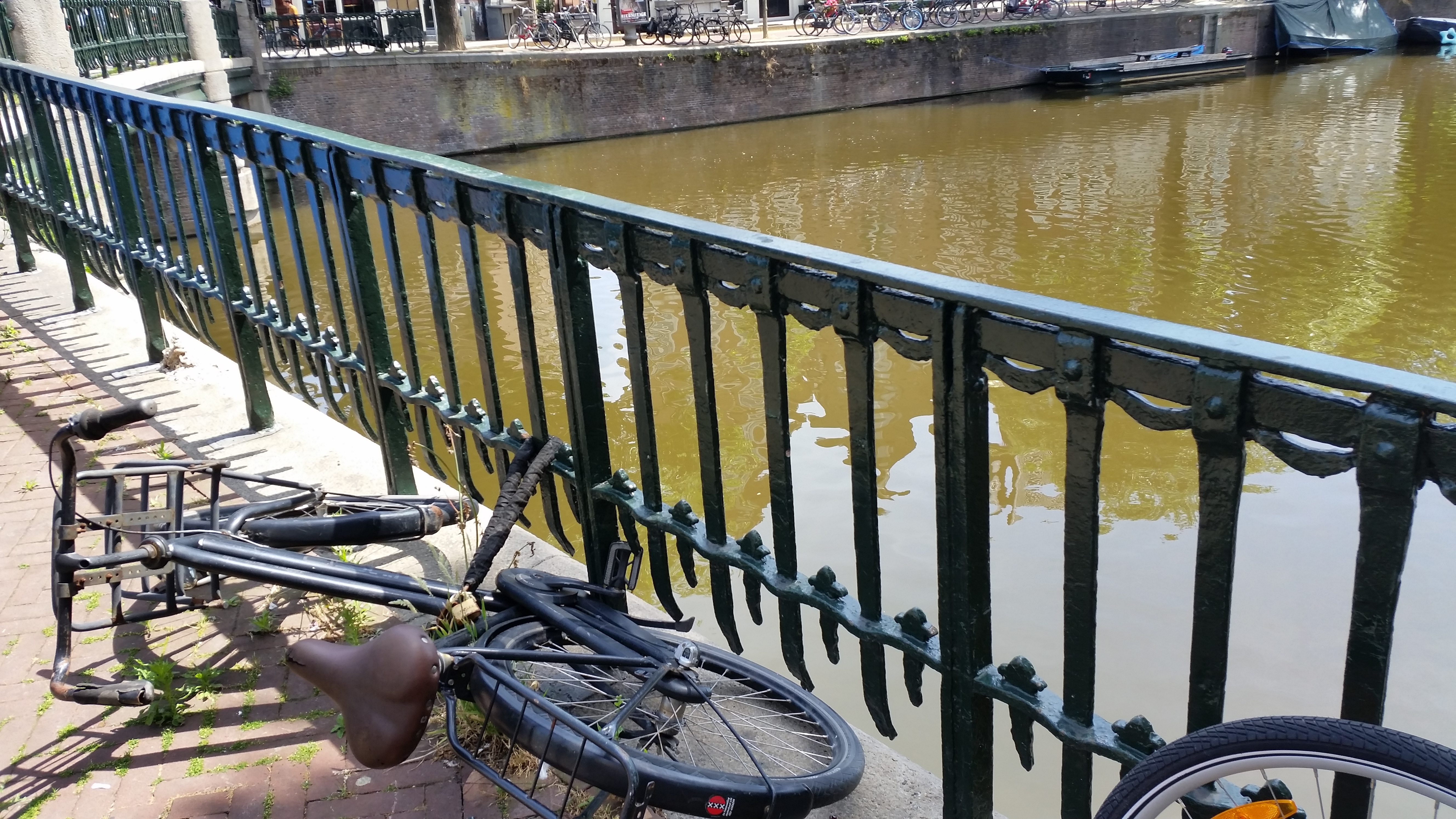
Leuningwerk (juni 2020)
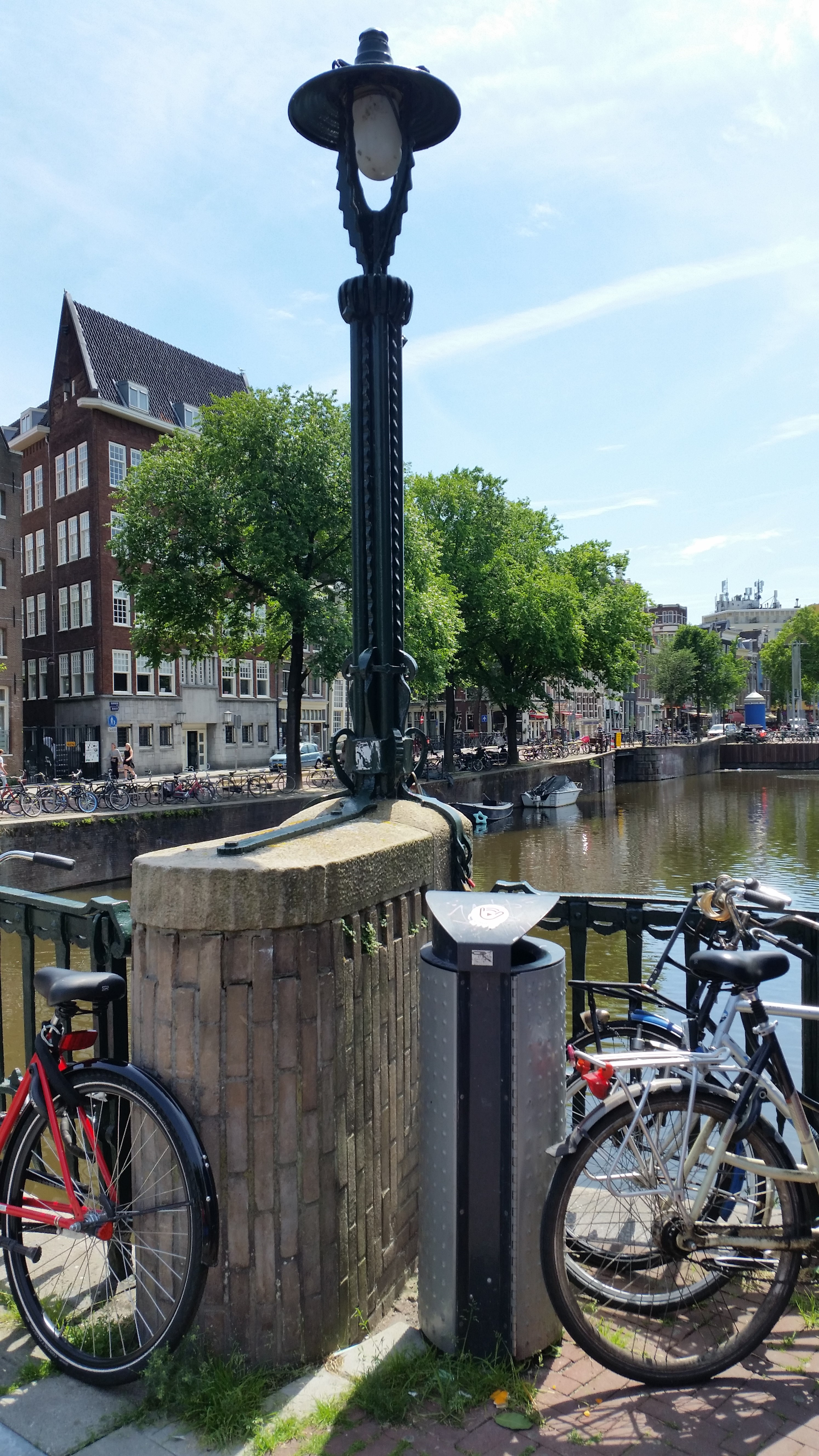
Lantaarn (juni 2020)

<<< · 200 · 201 · 202 · 203 · 204 · 205 · 206 · 207 · 208 · 209 ·  210 · 211 · 212 · 213 · 214 · 215 · 216 · 217 · 218 · 220 · 221 · 222 · 223 · 224 · 225 · 226 · 227 · 228 · 228P · 229 · 230 · 231 · 232 · 233 · 234 · 235 · 236 · 237 · 238 · 239 ·  240 · 241 · 242 · 243 · 244 · 245 · 246 · 247 · 248 · 249 ·  250 · 251 · 252 · 253 · 254 · 255 · 256 · 257 · 258 · 259 · 260 · 261 · 262 · 263 · 264 · 265 · 266 · 267 · 270 · 271 · 272 · 273 · 274 · 275 · 277 · 278 · 279 · 280 · 281 · 283 · 285 · 286 · 287 · 288 · 289 · 290 · 291 · 292 · 293 · 295 · 296 · 297 · 298 · 299 · >>>
Brugnummers 219, 268, 269, 276, 282, 284, 294 zijn niet (meer) in omloop.